# Paweł Wypych

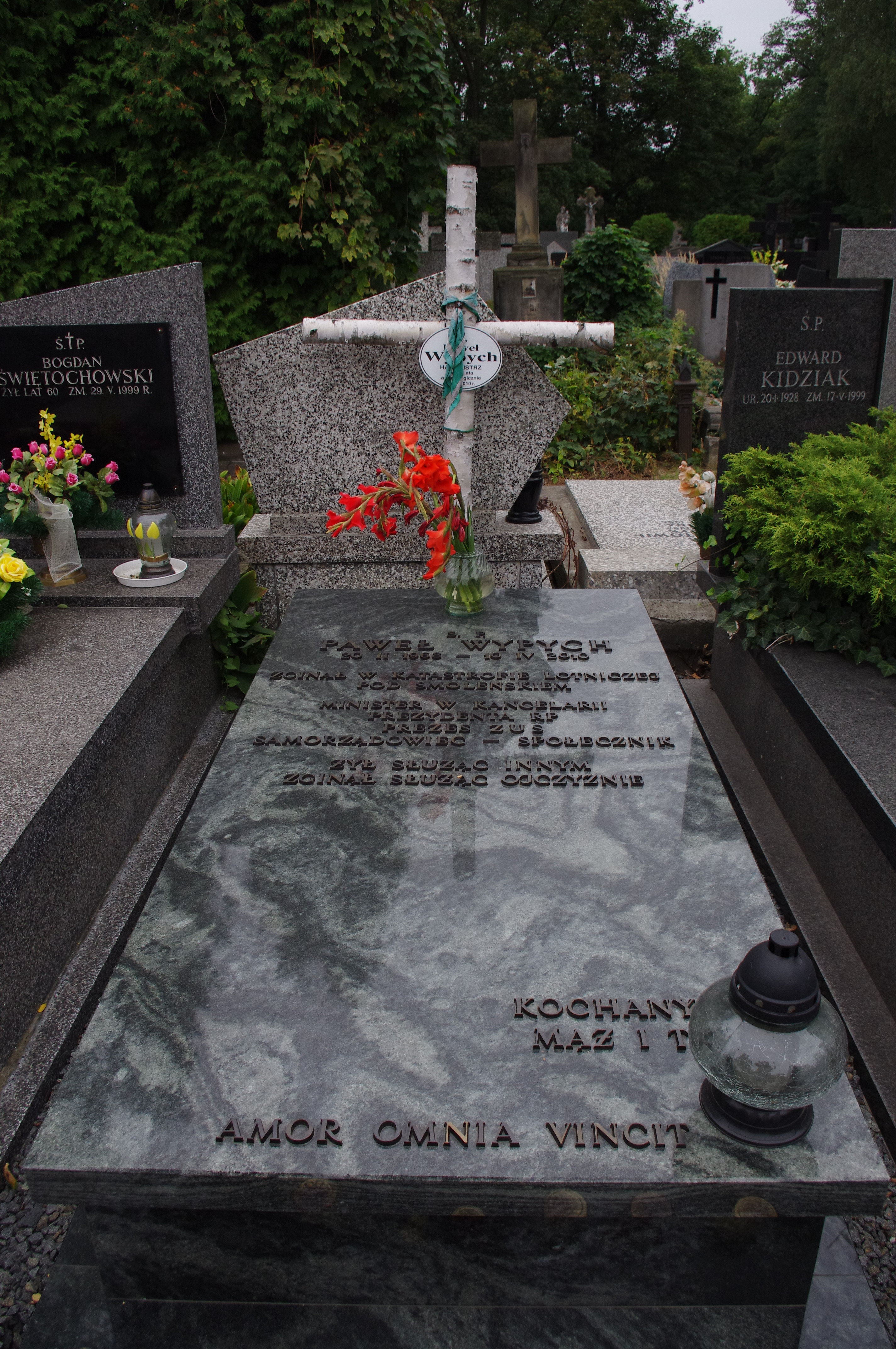
Grób polityka Pawła Wypycha na cmentarzu Bródnowskim w Warszawie

Paweł Wypych (ur. 20 lutego 1968 w Otwocku, zm. 10 kwietnia 2010 w Smoleńsku) – polski samorządowiec. W latach 2005–2006 sekretarz stanu w Ministerstwie Pracy i Polityki Społecznej, w 2007 podsekretarz stanu w Kancelarii Prezesa Rady Ministrów, w 2007 prezes Zakładu Ubezpieczeń Społecznych, w latach 2009–2010 sekretarz stanu w Kancelarii Prezydenta RP.

## Życiorys
Ukończył studia w Instytucie Profilaktyki Społecznej i Resocjalizacji, a w 1996 na Wydziale Historycznym Uniwersytetu Warszawskiego. Był także absolwentem studiów podyplomowych z zakresu organizacji pomocy społecznej na Wydziale Dziennikarstwa i Nauk Politycznych UW oraz z zakresu zarządzania w administracji publicznej w Wyższej Szkole Przedsiębiorczości i Zarządzania im. Leona Koźmińskiego.
W latach 1987–1999 był działaczem harcerskim: początkowo instruktorem niezależnego środowiska harcerskiego w Związku Harcerstwa Polskiego, od 1990 w Związku Harcerstwa Rzeczypospolitej, w latach 1993–1994 Komendant Mazowieckiej Chorągwi Harcerzy ZHR w stopniu harcmistrza.
Od 1990 do 2003 pełnił mandat radnego gminy Warszawa-Centrum i Pragi-Południe (uzyskiwany z ramienia Komitetu Obywatelskiego, Forum Mieszkańców Pragi-Południe, Unii Wolności i PiS). W latach 1996–1999 był asystentem w Zakładzie Kryminologii Instytutu Nauk Prawnych Polskiej Akademii Nauk, następnie dyrektorem Warszawskiego Centrum Pomocy Rodzinie, a od 2002 dyrektorem Biura Polityki Społecznej Urzędu m.st. Warszawy.
Od 30 listopada 2005 do 7 sierpnia 2006 zajmował stanowisko sekretarza stanu w Ministerstwie Pracy i Polityki Społecznej, będąc Pełnomocnikiem Rządu ds. Osób Niepełnosprawnych. Od 7 lutego 2007 do 1 czerwca 2007 pełnił funkcję podsekretarza stanu w Kancelarii Prezesa Rady Ministrów, następnie do 26 listopada 2007 był prezesem Zakładu Ubezpieczeń Społecznych (z rekomendacji PiS).
11 grudnia 2007 został doradcą prezydenta Lecha Kaczyńskiego ds. pracy i polityki społecznej, a 30 kwietnia 2009 sekretarzem stanu w Kancelarii Prezydenta RP ds. społecznych.
Zginął 10 kwietnia 2010 w katastrofie polskiego samolotu Tu-154M w Smoleńsku w drodze na obchody 70. rocznicy zbrodni katyńskiej. Został pochowany 22 kwietnia na cmentarzu Bródnowskim w Warszawie (kwatera 9 C-3-19).
Paweł Wypych był żonaty z Małgorzatą Wypych, miał dwoje dzieci.

## Odznaczenia i wyróżnienia
16 kwietnia 2010 został pośmiertnie odznaczony Krzyżem Komandorskim Orderu Odrodzenia Polski.
W 2010 otrzymał pośmiertnie Krzyż Honorowy Związku Harcerstwa Rzeczypospolitej – AD AMICUM oraz wyróżnienie „Zasłużony dla Warszawy”.